# +Alpha
『+Alpha』（プラスアルファ）は、日本のアイドルグループ・なにわ男子の3枚目のスタジオ・アルバム。2024年6月12日に発売された。

## 概要
初回限定盤1（Blu-ray/DVD）、初回限定盤2（Blu-ray/DVD）、通常盤の3形態でリリースされた。タイトルは道枝が提案したもので、今までのなにわ男子にプラスアルファ、危険な香りのする曲、切ない曲、イカつめの曲に挑戦するなど、振り幅を大きくして制作された。前作『POPMALL』以降に発売されたシングル曲「Make Up Day」、「Missing」、「I Wish」に加え、AOKI「フレッシャーズフェア」のCMソングに起用された「NEW CLASSIC」などを含む合計14曲が全形態に収録されている。ボーナストラックは形態ごとに異なるが、初回限定盤2にはなにわ男子初のユニット曲が収録される。
4月24日に公式Instagramにて行われたライブ配信で、本作を引っ提げたツアー「なにわ男子 LIVE TOUR 2024 '+Alpha'」が、6月28日からグループ結成日である10月6日まで、全国9都市全42公演で行われることが発表された。
公式YouTubeチャンネルで同時生配信された8月13日の横浜アリーナ公演のMCで、本アルバムのボーナストラック全曲を含む20曲が『+Alpha （Special Edition）』として音楽配信リリースされることが発表された。

## 仕様・特典
仕様
- 初回限定盤1・2：三方背デジパック仕様、40P歌詞ブックレット封入
- 通常盤：32P歌詞ブックレット封入

先着購入特典
- 初回限定盤1：『+Alpha』クリアスタンド（集合）
- 初回限定盤2：ユニジャケ（3種セット）
- 通常盤：『+Alpha』クリアソロカード（メンバーソロ7種セット）

## 収録曲
クレジット出典

### CD

#### 初回限定盤1
1. NEW CLASSIC [3:04]
作詞・作曲：youth case / 編曲：佐々木博史
  - AOKI「フレッシャーズフェア」CMソング[22]

クラシック音楽の定番であるヴィヴァルディ「四季」の「春」をモチーフとした、進学や就職するフレッシャーズへの応援ソング[23]。MVも対義語である"NEW"と"CLASSIC"をテーマに掲げており、これまでの過去や伝統をアップデートして次へと進む姿を多重合成やVFXで表現し、オーケストラ24人をバックにダンスをする新しいグループの姿が披露されている[23]。
2. Kick Start [3:27]
作詞・作曲：youth case / 編曲：佐々木博史
3. Alpha [3:40]
作詞：イワツボコーダイ / 作曲：イワツボコーダイ、倉田主税 / 編曲：生田真心
本作のリード曲で、なにわ男子らしい煌めきやPOPさ全開の楽曲[12]。初めてエキストラのダンサーも参加したミュージカル風のMVが結婚式場で撮影され[24]、YouTubeで公開された[25]。冒頭や最後などセンターは道枝が務めているが、1番のサビは大橋から大西、2番のサビは藤原から大西、歌番組などで盛り上がるラスサビ部分では西畑がセンターポジションを担っている[26]。MVは公開から約1か月、7月2日時点で600万回再生を記録した[26]。公式Instagramではメンバーが楽曲に合わせてリレーダンスする姿も公開された[27]。
4. 名もなき旅人 [3:51]
作詞・作曲：草川瞬、佐原康太 / 編曲：佐原康太
清涼感のあるサビが特徴[28]。高橋と藤原はラップも担当している[29]。
5. 夕虹 [3:38]
作詞：岡田一成 / 作曲：長沢知亜紀、永野小織、深谷天佑、p.e.t. / 編曲：石塚知生
6. Snap! [3:03]
作詞：玉谷友輝 / 作曲・編曲：Erik Lidbom
7. Make Up Day [3:07]
作詞：坂室賢一 / 作曲：坂室賢一、佐原康太 / 編曲：鈴木雅也
  - 5thシングル「Make Up Day/Missing」の1曲目
  - 大西流星主演 日本テレビ シンドラ『紅さすライフ』主題歌
8. ありふれた恋じゃ、もう満たされない [4:12]
作詞：YUUKI SANO / 作曲：YUUKI SANO、たんしょそら / 編曲：石塚知生
9. SATISFACTION [3:04]
作詞：Cypher / 作曲・編曲：Atsushi Shimada、坂室賢一 / Brass Arrangement：竹上良成 / Bass Arrangement：山口寛雄
10. Missing [3:30]
作詞：YU-G / 作曲：h-wonder、YU-G / 編曲：h-wonder
  - 5thシングルの2曲目
  - 松村北斗（SixTONES）・西畑大吾W主演 テレビ朝日系オシドラサタデー『ノッキンオン・ロックドドア』主題歌
11. Girlfriend [3:18]
作詞：YUUKI SANO、RT2 / 作曲：YUUKI SANO、加部輝、たんしょそら / 編曲：加部輝、たんしょそら
ポップで明るい、ロック調のアップテンポな楽曲[28]。〈君はガールフレンド〉と歌われるラストには7人全員がソロで歌唱するパートがある[28]。
12. I Wish [4:17]
作詞・作曲：youth case / 編曲：youth case、ha-j
  - 6thシングル
  - 道枝駿佑出演 TBS系火曜ドラマ『マイ・セカンド・アオハル』主題歌
13. So Good [3:57]
作詞：岡田一成 / 作曲：岡田一成、梶原健生 / 編曲：ha-j
14. Live in the moment [3:42]
作詞：辻村有記 / 作曲：辻村有記、伊藤賢 / 編曲：佐々木博史
ベートーヴェン交響曲第9番第4楽章「歓喜の歌」がサンプリングされた楽曲[28]。
15. Happy Happy Birthday!! [3:00]
作詞・作曲：草川瞬、Atsushi Shimada / 編曲：Atsushi Shimada

#### 初回限定盤2
※ 1. - 14.までは初回限定盤1・通常盤と共通。
1. 恋やけどめ [3:50] - 西畑大吾、大西流星
作詞：山本成美、セリザワケイコ / 作曲・編曲：渡辺和紀
「かわいい」をテーマに[14]、自分たちの良さを出しつつ今しかできない楽曲として選曲[29]。歌詞にも2人で考えたワードが散りばめられており、「恋愛パーソナル診断」や「ガチ恋サミット」[29]、「SPF100」など元々大西がスマホにメモしていたワードも使用され、そこから「日焼け止め」→「恋やけどめ」というタイトルが考えられた[14]。2番の後にはコーラスで「大西畑」という2人の呼び名も入れられている[14]。
2. Precious One [4:33] - 道枝駿佑、藤原丈一郎
作詞：浦島健太 / 作曲：浦島健太、齋藤奏太 / 編曲：遠藤ナオキ
失恋を歌ったバラードのラブソング[29]。MVはドラマ仕立てになっており[14]、世界線の異なる2本のドラマが同時進行で描かれる[29]。
3. ウルリルラリラリ [3:17] - 高橋恭平、長尾謙杜、大橋和也
作詞：辻村有記 / 作曲・編曲：辻村有記、伊藤賢
タイトルには特に意味は無く、語呂の良さで決定[14]。「ポジティブカンパニー」を自称する3人らしく、ネガティブな歌詞は排除し、振付も含めキャッチーで中毒性のある楽曲に仕上げられた[29][14]。

#### 通常盤
※ 1. - 14.までは初回限定盤1・2と共通。
1. ちゅきちゅきハネムーン [4:42]
作詞：西畑大吾 / 作曲：水流雄一朗 / 編曲：戸嶋友祐
1stアルバム『1st Love』に収録された「ちゅきちゅきハリケーン」、2ndアルバム『POPMALL』に収録された「ちゅきちゅきブリザード」[30]に続くちゅきちゅきシリーズ第3弾で、メンバーにアンケートをとったうえで3部作の完結編として制作された[14]。
2. TOKYO AM1:00 [3:41]
作詞：miyakei / 作曲・編曲：水谷伶

### Blu-ray/DVD

#### 初回限定盤1
- 「Alpha」 Music Video & Making
- 「Alpha」 Music Video（Dance ver.）
- 「NEW CLASSIC」 Music Video & Making

#### 初回限定盤2
- 「恋やけどめ」 Music Video
- 「Precious One」 Music Video
- 「ウルリルラリラリ」 Music Video
- ユニットメイキング映像

### 音楽配信
『+Alpha（Special Edition）』として、全形態共通収録の14曲をDisc 1、初回限定盤A/Bと通常盤に収録されたボーナストラック6曲をDisc 2として収録した。総再生時間は1時間12分53秒。
| #         | タイトル                               | 作詞  | 作曲・編曲 | 時間 |
| --------- | -------------------------------------- | ----- | ---------- | ---- |
| 1.        | 「NEW CLASSIC」                        |       |            | 3:04 |
| 2.        | 「Kick Start」                         |       |            | 3:27 |
| 3.        | 「Alpha」                              |       |            | 3:40 |
| 4.        | 「名もなき旅人」                       |       |            | 3:51 |
| 5.        | 「夕虹」                               |       |            | 3:38 |
| 6.        | 「Snap!」                              |       |            | 3:03 |
| 7.        | 「Make Up Day」                        |       |            | 3:07 |
| 8.        | 「ありふれた恋じゃ、もう満たされない」 |       |            | 4:12 |
| 9.        | 「SATISFACTION」                       |       |            | 3:04 |
| 10.       | 「Missing」                            |       |            | 3:30 |
| 11.       | 「Girlfriend」                         |       |            | 3:18 |
| 12.       | 「I Wish」                             |       |            | 4:17 |
| 13.       | 「So Good」                            |       |            | 3:57 |
| 14.       | 「Live in the moment」                 |       |            | 3:42 |
| 合計時間: | 合計時間:                              | 49:50 |            |      |

| #         | タイトル                   | 作詞  | 作曲・編曲 | 時間 |
| --------- | -------------------------- | ----- | ---------- | ---- |
| 1.        | 「Happy Happy Birthday!!」 |       |            | 3:00 |
| 2.        | 「恋やけどめ」             |       |            | 3:50 |
| 3.        | 「Precious One」           |       |            | 4:33 |
| 4.        | 「ウルリルラリラリ」       |       |            | 3:17 |
| 5.        | 「ちゅきちゅきハネムーン」 |       |            | 4:42 |
| 6.        | 「TOKYO AM1:00」           |       |            | 3:41 |
| 合計時間: | 合計時間:                  | 23:03 |            |      |

## チャート成績
オリコンチャートでは初週35.7万枚を売り上げ、6月24日付「オリコン週間アルバムランキング」で初登場1位となり、アルバムでは3作連続・通算3作目の1位獲得となった。また、このCD売上枚数のポイントのみで「週間合算アルバムランキング」でも通算3作目の1位を獲得した。
音楽配信では、『+Alpha（Special Edition）』が8月26日付のBillboard JAPANのダウンロード・アルバムチャートで3位を獲得した。また、単曲ダウンロード（Download Songs）でもアルバムから複数曲がランクインした。
2024年8月26日付 Billboard Japan Download Songsチャートの記録
- 36位 - I Wish（#12）
- 79位 - Happy Happy Birthday!!（#15）
- 80位 - Alpha（#3）
- 87位 - 恋やけどめ（#16）
- 91位 - ちゅきちゅきハリケーン（#19）
- 94位 - ウルリルラリラリ（#18）

アルバム収録曲以外にも同時にサブスク解禁されたシングル曲「初心LOVE」（18位）、「The Answer」（39位）、「Special Kiss」（74位）、「サチアレ」（77位）がランクインしている。